# BRG Seestadt
Das BRG Seestadt (auch Bundesrealgymnasium Seestadt) ist eine Allgemeinbildende Höhere Schule im 22. Wiener Gemeindebezirk Donaustadt im Stadtteil Seestadt Aspern.

## Geschichte
Im Zuge eines der aktuell größten Stadtentwicklungsprojekte Europas wurde in der Seestadt 2013 ein europaweiter Architekturwettbewerb für ein Bundesschulgebäude für 1.100 Schüler gestartet, welches das Architekturbüro Fasch & Fuchs für sich gewinnen konnte.
Baubeginn war Mai 2015 und die Fertigstellung des Schulgebäudes erfolgte zwei Jahre später im Juni 2017, sodass mit beginnenden Schuljahr das Gebäude vom neu gegründeten Bundesrealgymnasium Seestadt mit zwei 1. Klassen (Unterstufe) und 50 Schülern bezogen wurde.
Die BRG Seestadt übernahm 2017 vom BG/BRG Contiweg die Expositur Simonsgasse, welche mit Schuljahresbeginn 2022/23 die Bezeichnung Bundesgymnasium und Bundesrealgymnasium Wien 22, Simonsgasse 23 erhielt und selbstständig wurde.

## Architektur
Das Schulgebäude mit einer Nettoraumfläche von etwa 13.800 m² wurde nach dem Clusterprinzip bzw. Raum- und Funktionsprogramm erbaut, womit jeweils vier Klassen der Unterstufe (Sekundarstufe I) eigene Lernbereiche und Stammklassen haben, während die Schüler der Oberstufe (Sekundarstufe II) nach dem Fachgruppensystem (Lehrerraumsystem) je nach Unterrichtsgegenstand die dafür notwendigen Klassenräume der Lehrer aufsuchen.
Das Architektenbüro fasch&fuchs.architekten wurde für dieses Gebäude zweimal ausgezeichnet. Mit den Österreichischen Bauherrenpreis 2018 und aufgrund der nachhaltigen Erbauung wie zum Beispiel Fernwärme, Geothermie, Lüftungsanlage mit Wärmerückgewinnung, mit den Staatspreis Architektur und Nachhaltigkeit 2019. 2022 wurde die Schule für die Sekundarstufe II der Preis Award Bessere Lernwelten, womit Projekte, die baukulturelle und pädagogische Qualitäten vorbildlich miteinander vereint werden, verliehen.

## Schulformen
Das BRG Seestadt bietet mit Unter- und Oberstufe zwei Schulstufen an: Während in der Unterstufe nach dem Modell der Wiener Mittelschule mit Englisch als lebende Fremdsprache unterrichtet wird, liegt der Schwerpunkt in der Oberstufe im Realymnasialen Zweig unter anderen in den naturwissenschaftlichen Fächern und als zweite Fremdsprache Spanisch oder Latein.

## Räumlichkeiten
Die Schule hat neben den 32 Klassenräumen sowie einigen Teilungsräumen, die nach Bedarf eingesetzt werden, folgende Sonderunterrichtsräume:
2 Musiksäle, 2 Räume für Bildnerische Erziehung, 2 Werksäle, 2 EDV-Räume, 1 Chemieraum, 2 Physikräume, 2 Biologieräume, 3 Turnsäle.
Für Veranstaltungen dient auch die großzügig ausgelegte Aula und der Mehrzweckraum. Des Weiteren gibt es eine Außensportanlage im Grünen, zudem bieten ausladende Terrassen und der Dachgarten zahlreiche Freiflächen zum Lernen und Erholen.

## Schulleitung
- seit 2017 Gert Ebner[5]